# Thomecola
Thomecola is een geslacht van hooiwagens uit de familie Assamiidae.
De wetenschappelijke naam Thomecola is voor het eerst geldig gepubliceerd door Roewer in 1935. 

## Soorten
Thomecola is monotypisch en omvat slechts de volgende soort:
- Thomecola quadrispina